# 馬克西姆·雷諾
馬克西姆·皮埃爾·雷諾（法語：Maxime Pierre Raynaud；2003年4月7日—），法國職業篮球員，現效力NBA沙加緬度國王。他在大學時效力於史丹佛大學男子籃球隊，在大學四年級賽季場均得到20分與10.5個籃板，當選大西洋沿岸联盟最佳陣容第一隊。

## 外部連結
- Maxime Raynaud在fiba.basketball（英语）
- Maxime Raynaud在NBA官網（英语）
- Maxime Raynaud在歐洲籃球聯賽官網（英语）
- Maxime Raynaud在法國籃球甲級聯賽官網（法语）
- Maxime Raynaud在Basketball-Reference.com（NBA）（英语）
- Maxime Raynaud在Sports-Reference.com（NCAA）（英语）
- Maxime Raynaud在ESPN（NBA）（英语）
- Maxime Raynaud在Eurobasket.com（球員）（英语）
- Maxime Raynaud在Proballers（英语）
- Maxime Raynaud在RealGM（英语）